# Гарровільяс-де-Альконетар
Гарровільяс-де-Альконетар (ісп. Garrovillas de Alconétar) — муніципалітет в Іспанії, у складі автономної спільноти Естремадура, у провінції Касерес. Населення — 2247 осіб (2010).
Муніципалітет розташований на відстані близько 250 км на захід від Мадрида, 29 км на північний захід від Касереса.

## Демографія
Динаміка населення (INE ):

## Галерея зображень

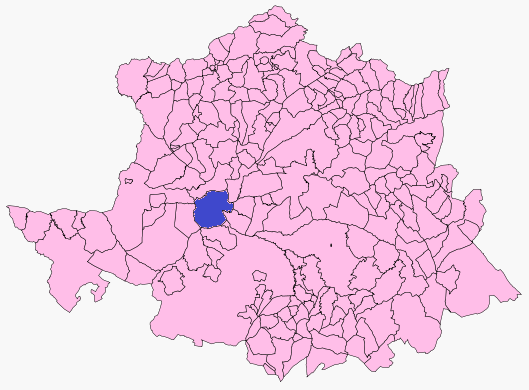
Розташування муніципалітету у провінції Касерес
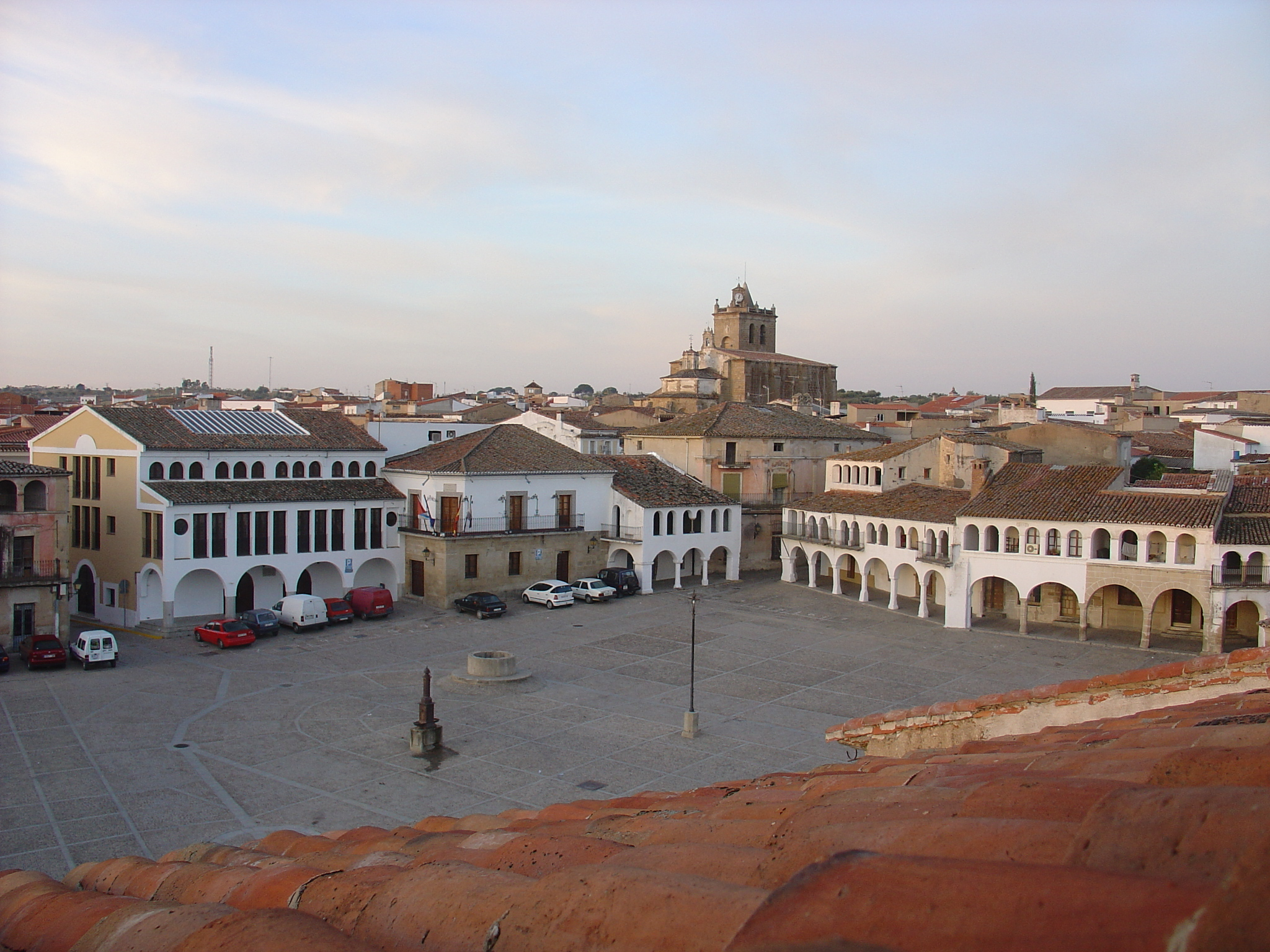
Пласа-Майор